# Слабке фокусування
Слабке фокусування — принцип побудови фокусувальних полів у циклічних прискорювачах заряджених частинок, який характеризується слабкими градієнтами, малою частотою бетатронних коливань. Принцип слабкого фокусування заснований на тому, щоб забезпечити в будь-якій точці прискорювача уздовж його орбіти одночасне фокусування за двома поперечними координатами. Ця умова нав'язує обмеження на так званий показник спаду магнітного поля {\displaystyle n=-{\frac {Gr_{0}^{2}}{B\rho }}} (тут {\displaystyle r_{0}} — радіус кривини, {\displaystyle B\rho } — магнітна жорсткість, {\displaystyle G(s)={\frac {\partial B_{z}}{\partial x}}} — градієнт магнітного поля): {\displaystyle 1>n>0}, що, в свою чергу, накладає обмеження на частоти бетатронних коливань {\displaystyle \nu _{x,y}<1}.
Всі перші циклічні прискорювачі були слабкофокусувальними. Але для таких машин поперечний розмір пучка зростає з енергією, а отже зростає розмір вакуумної камери і магнітних елементів. Останній слабкофокусувальний прискорювач у фізиці високих енергій, протонний синхрофазотрон у Дубні на енергію 10 ГеВ, мав вакуумну камеру, в якій могла прорачкувати людина, а маса магніту ведучого поля становила понад 30 000 т.
1952 року Е. Курант, М. Лівінгстон, Г. Снайдер опублікували роботу, що пропонує новий принцип жорсткого або сильного фокусування, який дозволив обійти обмеження слабкофокусувальних машин.